# Tŕstie (geomorfologický podcelek)
Tŕstie je geomorfologický podcelek Stolických vrchů. Nejvyšší vrch podcelku leží v masivu Tŕstie a dosahuje výšky 1132 m n. m. . Západní, severní i východní okraj území lemuje geomorfologická část Muránska brázda.

## Polohopis
Podcelek zabírá centrální část Stolických vrchů, od zbytku pohoří oddělenou údolími řek Muráň (na východě) a Rimava (na západě). Severním sousedem je Spišsko-gemerský kras s podcelkem Muránska planina, západním směrem pokračují Stolické vrchy podcelkem Klenovské vrchy. Jižně navazuje Revúcka vrchovina s podcelku Železnícke predhorie a východním směrem pokračuje pohoří podcelkem Stolice. 

## Významné vrcholy
- Tŕstie - nejvyšší vrch podcelku, boční vrchol dosahuje 1132 m n. m.
- Nižný vrch (1082 m n. m.)
- Krížna polana (1018 m n. m.)

## Chráněná území
Severní část území patří do ochranného pásma Národního parku Muránska planina, mezi maloplošné chráněné území patří CHA Tunel pod Dielikom, CHA Lúka pod cintorínom, přírodní rezervace Tŕstie a Hodošov les . 